# Linda Goode Bryant
Pour les articles homonymes, voir Bryant.
Linda Goode Bryant est une réalisatrice de documentaires, galeriste et militante afro-américaine, née le 21 juillet 1949 à Colombus, dans l'Ohio. 
Face aux discriminations dans le monde de l’art, elle fonde en 1974 Just Above Midtown (JAM), une galerie d'art dédiée aux artistes afro-américains et, plus largement, aux artistes racisés. Poursuivant son engagement pour la communauté noire, elle lance en 2009 le projet EATS, une initiative d'agriculture urbaine communautaire à New York.

## Jeunesse et formation
Linda Goode Bryant naît le 21 juillet 1949 à Colombus, dans l'Ohio.
En 1972, Linda Goode Bryant obtient un diplôme d'arts plastiques, option théâtre, au Spelman College d'Atlanta, en Géorgie. En 1980, elle obtient un MBA à l'université Columbia à New York.

## Parcours professionnel et artistique

### Parcours professionnel
Après avoir obtenu son diplôme du Spelman College, Linda Goode Bryant s'installe à New York en 1972, devient membre du Metropolitan Museum of Art, puis est embauchée comme directrice pédagogique au Studio Museum de Harlem,.

### Just Above Midtown (1974-1986)
En 1974, à l'âge de 24 ans, Linda Goode Bryant fonde Just Above Midtown (JAM), un lieu artistique interdisciplinaire à but non lucratif à New York pour mettre en lumière le travail d'artistes afro-américains et de couleur, notamment de l'art abstrait, des vidéos et des performances artistiques. La première exposition de la galerie, Synthesis: A combination of parts or elements into a complex whole, présente des œuvres d'une dizaine d'artistes dont David Hammons, Camille Billops et Elizabeth Catlett, du 19 novembre au 23 décembre 1974. C'est dans cette exposition inaugurale que sont ainsi présentés pour la première fois le tableau Untitled (Man in Mountain) (1974) de Vivian Browne et No. 2 (1973) de Norman Lewis. 
Situé sur la 57e rue, JAM est premier lieu à exposer le travail d'artistes afro-américains dans un quartier célèbre pour ses galeries d'art prestigieuses. À l'époque, les œuvres d’artistes de couleur sont principalement exposées dans des centres communautaires ou des institutions culturelles communautaires afro-américaines, amérindiennes, latinos et asiatiques. La création de JAM est accueillie avec hostilité par les galeries voisines. Née pendant la récession, cette galerie vise à provoquer un changement social et à lutter contre les discriminations sur le marché de l'art où la cote des artistes non blancs est largement inférieure à celle des artistes blancs. Linda Goode Bryant conçoit JAM comme un lieu où les artistes noirs peuvent se sentir libres et protégés des oppressions du marché de l'art américain.
C'est dans la galerie de Linda Goode Bryant que nait le personnage de Mlle Bourgeoise Noire, incarnée par l'artiste Lorraine O'Grady. Celle-ci est vêtue d'une robe de soirée et d'une cape confectionnées de 180 gants de soirée blancs et porte un fouet blanc garni de chrysanthèmes, en référence à l'esclavage. Elle déclame des poèmes dénonçant la discrimination que subissent les personnes noires dans le monde de l'art, mais aussi les artistes noirs qui adaptent leur discours et leurs œuvres pour plaire aux acheteurs blancs. 
En 1980, face à la hausse des loyers, JAM déménage dans le quartier Tribeca, au 178-80 rue Franklin. Dans ce nouveau local, plus grand que le précédent, Linda Goode Bryant et son équipe mettent l'accent sur les performances artistiques, les lectures, les projections vidéo et les conférences[réf. incomplète]. JAM lance The Business of Being an Artist (« le métier d'artiste », en français), un programme d'aide matérielle et un séminaire destiné à soutenir des artistes précaires. En mai 1982, Linda Goode Bryant et Janet Henry publient le premier numéro de Blackcurrant, une revue grand format consacrée au travail des artistes affiliés à JAM.
En 1984, JAM déménage de nouveau et s'installe au 503 Broadway. Ce nouvel espace cesse de fonctionner comme une galerie commerciale, devenant une résidence de travail pour les artistes. La revue Blackcurrant est renommée B Culture et elle est reprise par deux musiciens et producteurs, Greg Tate et Craig Dennis Street qui y publient des articles sur la musique, l'art, la littérature et la culture populaire. JAM ferme définitivement ses portes en 1986.
Beaucoup d'artistes reconnus ont débuté leur carrière en exposant à JAM, comme David Hammons, Butch Morris, Senga Nengudi, Lorraine O'Grady, Maren Hassinger, Adrian Piper, Fred Wilson ou Howardena Pindell.
Le Musée d'Art Moderne de New York organise en 2022 la première exposition muséale consacrée à la galerie de Linda Goode Bryant « Just Above Midtown : 1974 à nos jours ». Le conservateur Thomas J. Lax présente des œuvres d'art exposées autrefois au JAM et des archives reconstituant l'histoire de ce projet utopique,.

### Cinéma documentaire
Linda Goode Bryant co-produit et co-réalise Flag Wars (2003) avec Laura Poitras. Les deux réalisatrices filment pendant quatre ans la gentrification d'un quartier de Columbus, la ville natale de Linda Goode Bryant, et observent les conflits communautaires qui naissent de la confrontation entre les habitants historiques, afro-américains pauvres issus de la classe ouvrière, et les nouveaux arrivants, jeunes homosexuels blancs et fortunés. À travers les portraits de quelques personnages, ce documentaire dévoile le mépris et les préjugés qui peuvent opposer entre eux deux groupes discriminés en offrant une réflexion politique et un regard très personnel sur la gentrification, le racisme et la lutte des classes. Ce film se réclamant du cinéma vérité rencontre un grand succès critique : il reçoit un Peabody Award, gagne le prix du meilleur documentaire dans deux festivals, South by Southwest (SXSW) et le Seattle Lesbian & Gay Film Festival ainsi que le prix de la meilleure réalisation au Full Frame Documentary Film Festival et au Center for Documentary Studies. Il est également nommé aux Independent Spirit Awards et aux Emmy Awards, puis diffusé sur la chaîne PBS, dans la série POV.
Parmi les autres réalisations de Linda Goode Bryant, on peut citer Can You See Me Now ?, un segment du long métrage Time Piece (2006), documentaire illustrant les réflexions de plusieurs artistes américains et turcs, ou encore Hurricane Teens (1998) et le téléfilm Mustafa (2004). Linda Goode Bryant participe au tournage de Colored Frames, un documentaire qui s'intéresse aux influences et aux expériences des artistes noirs au cours des cinquante dernières années.

## Récompenses
Linda Goode Bryant reçoit de nombreux prix, dont une bourse Guggenheim en 2004 et un Peabody Award en 2003. La fondation Anonymous Was A Woman, structure de soutien aux femmes artistes de plus de 40 ans, la récompense pour l'ensemble de son œuvre en 2020.

## Activisme
Linda Goode Bryant est la fondatrice et directrice de l'Active Citizen Project (ACP), une organisation à but non lucratif se voulant à la fois un catalyseur et un laboratoire à grande échelle, utilisant l'art et les nouveaux médias pour transformer la société. Sous les auspices du projet Active Citizen, Linda Goode Bryant développe également le projet EATS en 2008 pendant la crise financière. C'est un réseau de fermes urbaines à New York qui propose des programmes communautaires et d'insertion, en mêlant l'art aux problématiques sociétales et alimentaires.